# Clausiadinychus cristatus
Clausiadinychus cristatus es una especie de arácnido del orden Mesostigmata de la familia Dinychidae.

## Distribución geográfica
Se encuentra en la Martinica.